# Rasmus Tholstrup
Rasmus Tholstrup, född 15 november 1861, död 20 december 1929, var en dansk mejerifabrikant och grundare av Tholstrup Cheese a/s, en av de främsta leverantörerna av kvalitetsost i Danmark.